# SN 2010lq
SN 2010lq – supernowa typu Ia odkryta 27 grudnia 2010 roku w galaktyce E495-G16. W momencie odkrycia miała maksymalną jasność 15,60m.